# Pozol

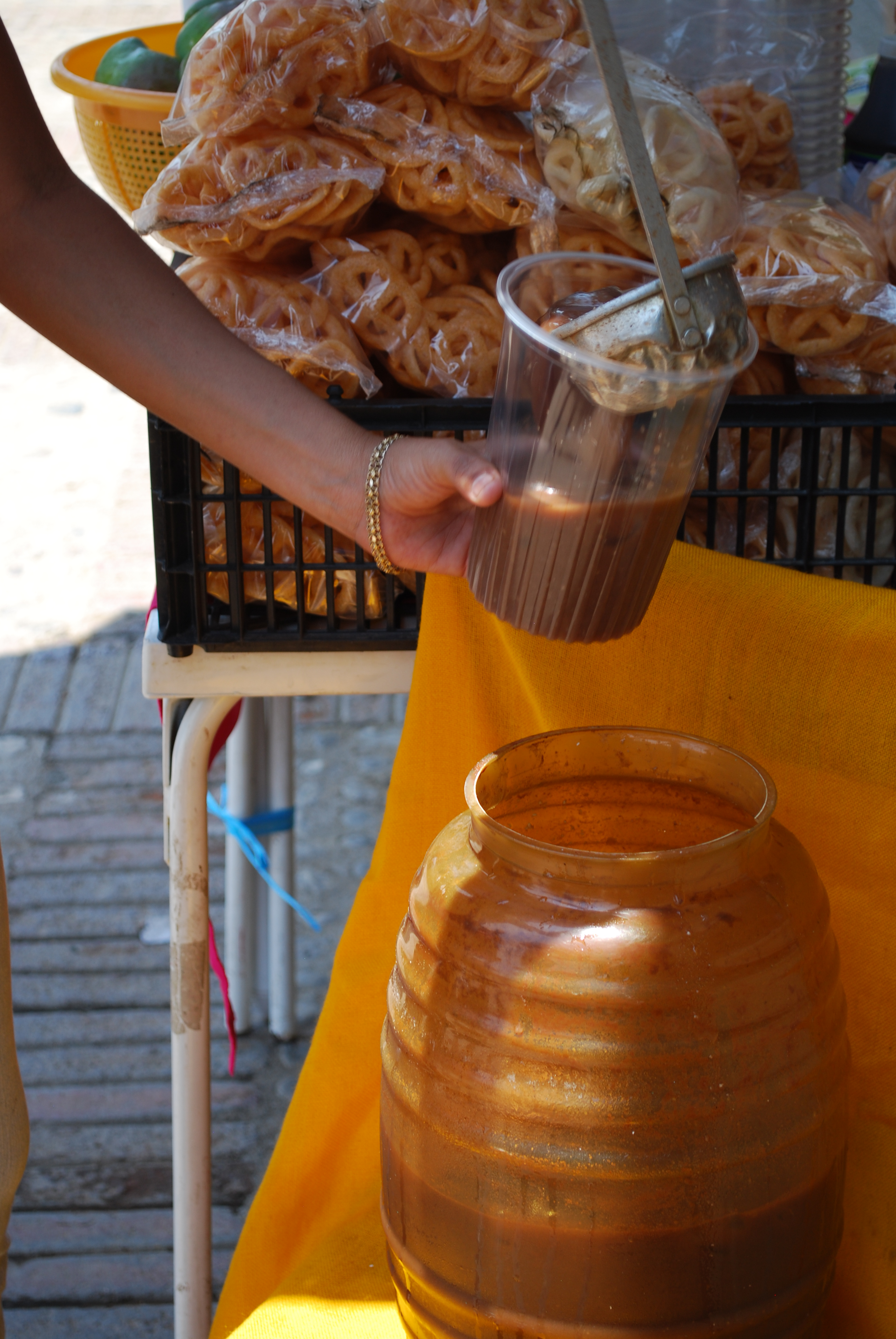
Napój z masy kukurydzianej pozol

Pozol (nahuatl: pozolli „pienisty”) – słaby napój alkoholowy wywodzący się z kultury Majów, wytwarzany ze sfermentowanej masy kukurydzianej, rozcieńczonej wodą. Niekiedy stanowi główny posiłek Indian meksykańskich, zwłaszcza podczas długotrwałych wędrówek przez puszczę. W przeszłości stosowano okłady z pozolu na niewielkie skaleczenia, również obecnie Lakandonowie stosują pozol zmieszany z miodem jako lek obniżający gorączkę oraz w przypadku dolegliwości żołądkowych.
Pozol ma dla Indian również duże znaczenie religijne i ceremonialne, jest ofiarowywany bóstwu kukurydzy.
W innych krajach słowo pozol oznacza nieco odmienne potrawy:
- W Hondurasie i Nikaragui jest to napój przyrządzony z kukurydzy, mleka, cukru i wody.
- W Kostaryce to zupa na bazie kukurydzy i mięsa wieprzowego (w Meksyku nazywana pozole).